# Anisacanthus juncea
Anisacanthus juncea là một loài thực vật có hoa trong họ Ô rô. Loài này được (Torr.) Hemsl. mô tả khoa học đầu tiên năm 1882.